# 第24期女流王将戦
第24期女流王将戦（だい24きじょりゅうおうしょうせん）は、2001年度（2001年月日 - 2002年7月1日）の女流王将戦である。女流王将戦五番勝負は、清水市代女流王将と挑戦者の中井広恵女流名人・倉敷藤花によって行われた。

## 五番勝負
| 対局者                     | 第1局         | 第2局          | 第3局          | 第4局          | 第5局          |              |
| 対局者                     | 2002年 5月8日 | 2002年 5月16日 | 2002年 7月 1日 | 2002年 7月 _日 | 2002年 7月 _日 |              |
| -------------------------- | ------------- | -------------- | -------------- | -------------- | -------------- | ------------ |
| 清水市代女流王将           | ●             | ●              | ●              | －             | －             |              |
| 中井広恵女流名人・倉敷藤花 | ○             | ○              | ○              | －             | －             | 女流王将獲得 |

※ 第3局で決着したため第4-5局は実施されず。

## 挑戦者決定リーグ
挑戦1名・陥落3名／対局相手名の(数字)は対局順
(持ち時間＝2時間)

## 予選
(持ち時間＝2時間)